# Produktplatzierung
Produktplatzierung (engl. product placement oder embedded marketing), auch Werbeintegration genannt, ist die gezielte Darstellung von Markenprodukten in verschiedenen Medien. Sie ist ein Instrument der Kommunikationspolitik im Marketing und wird in Film- und Fernsehproduktionen, in Radio, Zeitschriften, Zeitungen, Musik, Comics, Videospielen, Videoclips und anderen Medien eingesetzt. Für die Platzierung von Produkten werden in der Regel Geld- oder Sachzuwendungen geleistet.
Als Produktplatzierung wird die im Austausch gegen Geld/Vorteile vorgenommene Integration des Namens, des Produktes, der Verpackung, der Dienstleistung oder des Unternehmenslogos eines Markenartikels oder eines Unternehmens in Massenmedien, ohne dass der Rezipient das als störend empfinden soll, bezeichnet. Produktplatzierung ist in Deutschland als sogenannte Produktbeistellung (Produktionshilfe) erlaubt, bei der Unternehmen ihre Produkte für Filmproduktionen unentgeltlich zur Verfügung stellen (zum Beispiel Autos oder Software). Unerlaubte Produktplatzierung nennt man im deutschen Sprachraum Schleichwerbung; sie ist dadurch gekennzeichnet, dass es dramaturgisch nicht notwendig ist, das jeweilige Produkt zu benutzen oder die Marke ins Bild zu setzen.

## Entwicklung
Während der 1930er Jahre begannen Filmproduzenten damit, durch Produktplatzierung einen Teil ihrer Produktionskosten zu decken. Das Medium Film eröffnete sich der werbetreibenden Industrie erstmals mit dem Film It Pays To Advertise. In den 1940er und 1950er Jahren wurde es mehr oder weniger still um die Produktplatzierung. Erst mit dem Film Die Reifeprüfung gelang dieser neuen Art der Werbung 1967 der Durchbruch. Neben Dustin Hoffman in der Hauptrolle stand der rote Alfa Romeo Spider im Mittelpunkt des Geschehens. In den 1980er und 1990er Jahren reifte das Marketinginstrument mehr und mehr. Ein Beispiel für erfolgreiche Produktplatzierung aus dieser Zeit ist Reese’s Pieces Candy in Steven Spielbergs Film E.T. – Der Außerirdische von 1982. Elliot, einer der Protagonisten in diesem Film, lockt dabei den Außerirdischen mit dieser Süßigkeit an. Innerhalb eines Monats nach dem Filmstart konnte der US-amerikanische Schokoladenhersteller Hershey’s Absatzsteigerungen zwischen 60 und 75 Prozent verbuchen. Somit führte dieses Marketinginstrument zu einer signifikanten Umsatzsteigerung. Neben E.T. ist auch der Film Risky Business von 1983 ein weiteres Beispiel erfolgreicher Produktplatzierung. Das in diesem Film platzierte Sonnenbrillenmodell Wayfarer bescherte dem Hersteller Ray Ban einen Anstieg des Absatzes um 83 Prozent. Der Film Feuer und Eis des Skimoden-Herstellers Bogner aus dem Jahr 1986 ist ein Beispiel für eine Filmproduktion, deren Gesamtkonzept von vornherein auf möglichst attraktive Produktplatzierung abzielt.
In dem James-Bond-Film Im Angesicht des Todes mit Roger Moore (1984) warb man für Seiko-Uhren, Bogner-Wäsche, Koffer von Louis Vuitton, Bollinger-Champagner und Autos von Renault (für 100.000 Dollar). Welche Bedeutung Produktplatzierung zur Finanzierung von Filmen erreicht hat, zeigt das Beispiel des James-Bond-Films Stirb an einem anderen Tag mit Pierce Brosnan (2002), der allein durch Produktplatzierung rund 120 Millionen Euro erwirtschaftete. Es waren ca. 20 Marken zu sehen, darunter 7-Up-Limonade, Finlandia-Wodka, Bollinger-Champagner und Ford mit seinen Marken Aston Martin, Jaguar und Thunderbird sowie Range Rover.
Auf die Spitze getrieben wurde die Produktplatzierung von dem Filmemacher Morgan Spurlock, der die gesamten Produktionskosten seines 2011 erschienenen Dokumentarfilms The Greatest Movie Ever Sold ausschließlich über die werbeträchtige Platzierung von Marken und Produkten finanzierte – zugleich sind die Mechanismen von Marketing und Werbung in der Filmproduktion das Thema dieser Dokumentation.
Seit Juli 2012 existiert ein Verband für Product Placement, der die Interessen seiner Mitglieder und das Thema Product Placement im deutschsprachigen Raum fördert.

## Arten des Placement
Das Ausmaß der Integration der Marke reicht von der Platzierung als Requisite, wobei die Marke für den Zuschauer deutlich erkennbar gezeigt wird, bis hin zum Verbal Product Placement, d. h. der namentlichen Nennung der Marke im Filmgeschehen.

### On Set Placement
Beim On Set Placement ist das Produkt für den Handlungsablauf unwichtig. Es tritt nur am Rande und für einen kurzen Zeitraum auf. Zum Beispiel wird ein Produkt nur kurz in die Kamera gehalten oder es fährt ein bestimmtes Auto vorbei, weshalb es vom Zuschauer nicht bewusst wahrgenommen wird. Daher nennt man das On-Set-Placement auch „Stilles Placement“; es handelt sich um die verbreitetste Art der Produktplatzierung.

### Creative Placement
Beim Creative Placement werden für die Produkte kleine Geschichten entwickelt und nahtlos in die Handlung integriert. Die Schauspieler verwenden die Produkte aktiv und geben nach Möglichkeit eine positive Wertung ab (so genanntes Endorsement). Zum Beispiel benutzt der Held einen Laptop eines bestimmten Fabrikats oder fährt ein Auto einer bestimmten Marke. In Jurassic Park (1993) sieht man im Andenkenladen des fiktiven Dinoparks das echte Buch The Making of Jurassic Park zweier Autoren über die Produktion des Filmes. Durch die gute Einbindung des Produktes in die Handlung fällt das Placement dem Zuschauer möglicherweise weniger auf.

### Generic Placement
Hier ist weder das Markenlogo des platzierten Produkts zu sehen, noch wird der Hersteller genannt. Es wird nur eine bestimmte Produktgattung gezeigt oder genannt. Interessant ist dieses Placement vor allem für Quasi-Monopolisten oder für Verbände, da nicht ein bestimmtes Produkt beworben wird.

### Titelpatronat
Titelpatronat ist eine Sonderform des Namenssponsoring. Das Placement erfolgt durch Integration eines Marken-Namens in den Titel einer Filmproduktion bzw. Fernsehsendung (z. B. Doppelpass auf DSF / Sport1, das zeitweise den Untertitel Der Krombacher Fußballstammtisch trug).

### Information-Placement
Hier platziert man eine bestimmte Information für den Kunden als redaktionelle Beiträge in Informationssendungen, Magazinen oder im Internet. Man beliefert eine Redaktion mit Informationen über ein bestimmtes Produkt, um den Kunden damit vertraut zu machen. Häufig sieht man das als „gekaufte“ Berichterstattung an. Diese sogenannte Themenplatzierung verbietet § 7 Abs. 7 Satz 1 des Rundfunkstaatsvertrages.

### Corporate Placement
Hier wird beispielsweise das Unternehmen direkt genannt oder ein Logo gezeigt. Manchmal bekommt ein Unternehmen auch in Filmen die Möglichkeit, seine Unternehmenskultur und ihre Vorzüge wie Kundennähe und Service vorzustellen.
Ein Beispiel ist der Film Cast Away – Verschollen mit der hinzugewonnenen Bekanntheit der Marke FedEx.
Weitere Beispiele sind:
- die Einbeziehung von Dr Pepper in Forrest Gump, wo es zu einem Gespräch um die Marke zwischen dem Protagonisten und John F. Kennedy kommt.[5]
- die Einbindung von McDonald’s in Das fünfte Element.
- die Sicht durch die Nikon-Spiegelreflexkamera des Fotoreporters Russell Price (Nick Nolte) in Under Fire.
- die Einbindung von Finanz-Unternehmen wie AWD oder WWK in Sendungen bei Sat.1 mit Auftritten von Mitarbeitern als „Experten“.[6]

### Politische Meinungsbildung
Interessenverbände und politische Gruppierungen verwenden Medien, um Menschen mit ihren Vorstellungen zu infiltrieren. Ein prominentes Beispiel hierfür ist der Film Top Gun – Sie fürchten weder Tod noch Teufel, der 1986 während seiner Produktion tatkräftig von der United States Navy unterstützt wurde, was ihm bei seiner Kinopremiere den Ruf einbrachte, ein Werbefilm für das US-Verteidigungsministerium zu sein.
In Deutschland nimmt hier die Initiative Neue Soziale Marktwirtschaft eine signifikante Rolle ein. Neben der Bereitstellung von Experten für politische Magazine und Diskussionsrunden wurden auch in Unterhaltungssendungen wie in sieben Folgen der ARD-Serie Marienhof Botschaften platziert. Das auf Produktplatzierung spezialisierte Unternehmen Propaganda GEM ist nach Angaben des Economist mit mehreren europäischen Regierungen im Gespräch, die bestimmte Verhaltensweisen wie umweltfreundliches Verhalten, Safer Sex oder das Erreichen des Schulabschlusses durch Veränderungen in der Handlung betreffender Sendungen fördern möchten. Soweit unentgeltlich „Beiträge im Dienst der Öffentlichkeit“ geleistet werden, ist das durch § 7 Abs. 9 Satz 2 RStV gedeckt. Vorausgesetzt wird, dass keine eigen- oder gruppennützigen, sondern Ziele im allgemeinen Interesse verfolgt werden. Für gemeinwohlorientierte Beiträge darf sogar eigene Sendezeit überlassen werden. Davon abgesehen gilt im deutschen Rundfunkrecht ein bußgeldbewehrtes Verbot politischer, weltanschaulicher oder religiöser Werbung (§ 7 Abs. 9 Satz 1, § 49 Abs. 1 Satz 1 Nr. 10 RStV).
Siehe hierzu auch: Propaganda und Propagandafilm

### Music-Placement
Music-Placement nimmt eine Sonderrolle ein, da Musik ein fester Bestandteil der Filmdramaturgie ist und auch im Dokumentarfilm kaum als Produktplatzierung empfunden wird. Musikverlage versuchen auf diesem Weg gerne eine Zweit- oder Drittverwertung alter Titel zu initiieren. Oft wird auch versucht, unbekannte Künstler bekannter zu machen. Das ist beispielsweise in Teenagerserien wie Dawson’s Creek oder einigen Filmen des Regisseurs Til Schweiger zu erkennen, wo markante Szenen mit einem Song von (meist) unbekannteren Künstlern untermalt und parallel dazu der Soundtrack zur Serie / zum Film vertrieben wurde. Im Gegenzug dient die Musik oft als Konsumanreiz für den Film. Die Entstehung medienübergreifender Entertainmentkonzerne hat die Entwicklung gerade in den letzten Jahren verstärkt.

### Country oder Landside Placement
Placement bietet sich auch für Regionen und Länder an. Gute Beispiele sind Neuseeland oder Prag. Nach der Verfilmung von Der Herr der Ringe reisen viele Fans an die Drehorte. In Prag fand ein regelrechter Filmboom statt, nachdem dort Mission: Impossible gedreht worden war. Auch wenn Städte und Regionen so ihre Filmwirtschaft fördern können, ist dieses Placement für die Touristikbranche sehr viel wichtiger.
Die Verfilmungen der Rosamunde-Pilcher-Romane spielen meist in Cornwall. Das hat einen regelrechten Tourismusboom ausgelöst, sodass für diese Verdienste um den Tourismus nach Großbritannien Rosamunde Pilcher und ZDF-Hauptredaktionsleiter Claus Beling im Jahr 2002 mit dem British Tourism Award ausgezeichnet worden sind.
Seit den späten 1980er Jahren zog die Serie Die Schwarzwaldklinik Touristen in das Glottertal; die Fernsehserie Familie Dr. Kleist bescherte ab 2003 der Stadt Eisenach steigende Touristenzahlen.

### Celebrity Placement
Zunehmend gehen Hersteller von Lifestyleprodukten wie Uhren, Autos oder Designerkleidung dazu über, ihre Produkte kostenlos oder sogar gegen Honorar an Schauspieler, Sportler oder andere Prominente abzugeben. Die Empfänger verpflichten sich im Gegenzug, die erhaltenen Produkte auch im Privatleben zu benutzen. Im Rahmen von Homestorys, aber auch durch Paparazzi-Fotos erhoffen sich die Hersteller eine zusätzliche Glaubwürdigkeitssteigerung für ihre Produkte. Bekannte Beispiele für solche Kooperationen sind etwa der Sportler Michael Schumacher, der u. a. mit dem Modehersteller Hugo Boss zusammenarbeitete, der Schauspieler Jürgen Vogel (Wrangler-Jeans) oder der Boxer Axel Schulz (Fackelmann).
Ausdruck der zunehmenden Professionalisierung des Bereichs ist die Etablierung mehrerer PR-Agenturen, die ausschließlich zwischen Herstellern und Prominenten vermitteln.

### Gekaufte Zeitungsartikel, Fernsehbeiträge u. Ä.
In vielen Ländern ist es möglich, ganze Zeitungsartikel, Zeitschriftenartikel oder Beiträge im Fernsehen zu kaufen. Die Beiträge werden von der Marketingabteilung einer Firma erstellt oder ausgearbeitet. Die Zeitung, Zeitschrift, Fernsehsender usw. verteilen den Beitrag, ohne darauf hinzuweisen, dass es sich um Werbung handelt, wodurch die Akzeptanz für die Werbung beim Konsumenten erhöht wird. Viele Medien, z. B. Zeitungen, haben wirtschaftliche Probleme, weshalb dies eine Möglichkeit der Geldeinnahme ist. In Osteuropa trägt diese Art der Werbung den Namen Jeans, da angeblich im russischen Staatsfernsehen in den 90er Jahren ein positiver Beitrag zu einer Jeansmarke gesendet wurde. Daraufhin haben alle Mitarbeiter der Redaktion neue Jeans dieser Marke erhalten.

## Umsetzungsformen des Placement

### Verbal Placement
Das Produkt oder die Marke wird in den Filmdialog eingebaut oder sogar darin hervorgehoben. Das verbal placement wirkt oft plump, da diese Form der Werbung den Zuschauer sehr direkt anspricht. Als eines der bekanntesten Beispiele für verbale Produktplatzierung im Film gilt das Whiskas-Placement in dem James-Bond-Film Im Angesicht des Todes. Ein anderes Beispiel ist Mission Impossible, wo es in einem Dialog wörtlich heißt: „[…] meine schöne Bulgari-Kette […]“ oder der Dialog „Schöne Uhr – Rolex? Nein, Omega“ in dem James-Bond-Film Casino Royale.
Thematisiert wird das auch im Film Die Truman Show, bei der ständige Produktplatzierung schon zum Grundkonzept gehört. Das fällt auch dem misstrauisch gewordenen, unfreiwilligen Hauptdarsteller irgendwann auf, als seine Film-Ehefrau ein Instant-Kakaopulver ganz auffällig werbetypisch ins Bild hält und einen ebenso auffälligen Werbespruch dazu aufsagt.

### Visual Placement
Dem verbal placement steht das visual placement gegenüber. Die Marke wird hier nicht erwähnt, sondern nur gezeigt.

### Kombiniertes Placement
Verbal placement und visual placement werden kombiniert.

## Rechtliche Situation
Mit Wirkung zum 1. April 2010 trat die 13. Änderung des Rundfunkstaatsvertrages in Kraft. Mit der aktuellen Fassung wurden in Deutschland zum ersten Mal rechtliche Bedingungen für Produktplatzierung im Fernsehen erstellt. Damit sind für alle drei Medienkanäle Rahmenbedingungen geschaffen.
Im Kino ist Produktplatzierung seit jeher erlaubt. Produzenten und Regisseure sind frei, zu entscheiden, in welchem Rahmen sie mit Vertretern der werbetreibenden Industrie zusammenarbeiten.
Im Fernsehen unterliegt das Instrument mit dem Rundfunkstaatsvertrag einer detaillierten Regelung. Diese knüpft an die EU-Richtlinie zu audiovisuellen Mediendiensten an. Im Kern gilt ein Verbot der Produktplatzierung. Gleichzeitig wird aber das Instrument für einzelne Sendeformen als zulässig erachtet. Das sind fiktionale Programme (Kinofilme, TV-Serien, Fernsehfilme), Sportfilme und Sendungen der leichten Unterhaltung. In diesen Formaten darf Produktplatzierung bei privaten Sendern gegen Entgelt, bei den öffentlich-rechtlichen Sendern gegen kostenlose Beistellung von Requisiten erfolgen. Ein Verbot der Produktplatzierung besteht für Nachrichtensendungen, Kindersendungen, Ratgeber- und Verbrauchersendungen sowie Sendungen zum politischen Zeitgeschehen. Neben dieser Festlegung von Ausnahmen, in denen das Instrument erlaubt ist, gibt es weitere Rahmenbedingungen. Um das Transparenzgebot zu wahren, müssen Sendungen, in denen es Produktplatzierungen gibt, gekennzeichnet werden. Das geschieht nach Absprache zwischen ARD, ZDF und den Landesmedienanstalten sowohl durch einen Hinweis zu Beginn und Ende der Sendung, bzw. der sie unterbrechenden Werbepausen, als auch durch die Einblendung eines weißen „P“ in der oberen rechten Ecke des Bildschirms. Ebenso gelten als Rahmenbedingungen, dass die gezeigten Produkte nicht in werblicher Form gezeigt werden dürfen und die redaktionelle Freiheit der Sender unangetastet bleibt.
Ungeklärt ist im Rahmen dieser Regelungen vor allem noch die Abgrenzung von Sendungen der leichten Unterhaltung zu den Infotainmentformaten. Ebenso ist offengeblieben, wie Kinofilme bzw. Fernsehserien zu behandeln sind, die von den Sendern am internationalen Filmmarkt eingekauft werden. Hier gibt es lediglich die Forderung, dass die Sender mit zumutbarem Aufwand prüfen müssen, ob Produktplatzierungen enthalten sind. Angesichts der weiten Verbreitung des Instrumentes insbesondere im US-amerikanischen Markt, aus dem umfangreich Serien und Kinofilme importiert werden, kann hier noch keine Einschätzung getroffen werden, in welcher Weise die Transparenzregeln umgesetzt werden.
Für Telemedien auf Abruf mit fernsehähnlichen Inhalten gelten die Bestimmungen über Kennzeichnung und die Darstellungsintensität von Produktplatzierungen (§ 7 Abs. 7 RStV) wie für Rundfunk („entsprechend“: § 58 Abs. 3 Satz 1 RStV). Im Übrigen gelten im Internet die Regelungen des Telemediengesetzes, die ebenfalls durch den Rundfunkstaatsvertrag übernommen wurden (§ 58 Abs. 1 RStV). Hier wird lediglich auf das Transparenzgebot hingewiesen.

## Liberalisierung durch die Europäische Union
Nach einem mehrjährigen Verfahren hat die Europäische Union die EU-Richtlinie zu Audiovisuellen Medien neu gefasst. Sie wurde Ende November 2007 im Europäischen Parlament abschließend beraten und trat am 19. Dezember 2007 in Kraft. Die Länder der Union waren gehalten, die Richtlinie bis Ende 2009 in nationales Recht umzusetzen.
Hinsichtlich der Produktplatzierung, die erstmals in die Richtlinie aufgenommen wurde, wurde folgendes geregelt: Grundsätzlich ist das Instrument verboten. In einer Positivliste werden die Ausnahmen beschrieben. Für Kinofilme, Fernsehserien und -filme, Sportsendungen und Sendungen der leichten Unterhaltung ist Produktplatzierung gegen Entgelt erlaubt. In den weiteren Sendungen wird Produktplatzierung nur als kostenfreie Requisitenbeistellung erlaubt. Absolute Verbote gelten für Kindersendungen, Tabakwaren und verschreibungspflichtige Arzneimittel. Als Bedingungen für Produktplatzierung werden genannt: die Wahrung der redaktionellen Unabhängigkeit, das Verbot einer direkten Kaufaufforderung und einer zu starken Herausstellung sowie der Hinweis auf Produktplatzierungen zu Beginn und/oder am Ende einer Sendung, bzw. bei deren Unterbrechung.

## Vermeidung von Produktplatzierung
Aufgrund der rechtlichen Situation, aber auch um den Ruf einer Filmproduktion nicht zu diskreditieren, werden zunehmend Fantasieprodukte als Requisiten eingesetzt. Einige Werbeagenturen haben sich darauf spezialisiert, entsprechende Verpackungen zu entwerfen, die gemeinsame Gestaltungsmerkmale konkurrierender Marken einer bestimmten Produktgruppe imitieren, so dass beispielsweise Müsli-Schachtel und Waschmittel-Karton auch ohne bekannte Produktnamen als solche erkennbar und voneinander unterscheidbar sind.
Beispiele für fiktive Unternehmen in Filmen und Serien sind Finder-Spyder, ACME, Oceanic Airlines oder Morley Cigarettes.

## Beispiele für Produktplatzierung in deutschen Produktionen
- Die ZDF-Show Wetten, dass..? geriet in die Kritik, als bekannt wurde, dass ihr damaliger Moderator Thomas Gottschalk zusammen mit seinem Bruder eigens das Unternehmen Dolce Media zum Zwecke der Vermarktung von Produktplatzierungen innerhalb der Sendungen im öffentlich-rechtlichen Fernsehen gegründet hatte. In der Folge wurden mehrere Verträge für Produktplatzierungs-Aktionen mit namhaften Unternehmen geschlossen und realisiert.[21]
- In der WDR-Serie Lindenstraße wurde in den ersten Folgen massiv Schleichwerbung betrieben. Das Nesquik-Placement ist nach über 20 Jahren immer noch unvergessen.[22] Seit dem dadurch entstandenen Presseskandal wird darauf geachtet, dass keine Produktplatzierung mehr stattfindet.
- Im ersten Tatort-Kinofilm Zahn um Zahn wurde so auffällig und oft das „Paroli“-Halsbonbon des Süßwarenherstellers Storck gezeigt, dass der Film nachträglich geschnitten werden musste. Hauptdarsteller Götz George war zudem damals Werbefigur für dieses Produkt in Werbespots, die an sein Image als Kommissar Schimanski angelehnt waren.
- In der ZDF-Serie Sabine! wurde für Wein aus Rheinland-Pfalz[23] und für den VW Beetle[24] geworben.
- In der ARD-Serie Marienhof gab es zehn Jahre lang Schleichwerbung, so zum Beispiel zehn Wochen lang für das Reisebüro L'tur.[23][25][26] Das beteiligte Unternehmen H.+S. versuchte im Vorfeld die Recherchen des epd und seines Journalisten Volker Lilienthal mit rechtlichen Mitteln zu verhindern.[27][28]
- Der Film Fack ju Göhte (2013) wurde zum Teil durch Produktplatzierungen finanziert.[29] Das auffälligste Placement ist eine Szene am Snack-Automaten der Schule. Der gesamte Automat ist mit verschiedenen „PICK UP!“-Variationen der Firma Bahlsen gefüllt, wobei der Schriftzug „PICK UP!“ eindeutig lesbar ist. Weitere Partner waren Samsung, BMW und McDonald’s.[30]

## Product Placement Award (APP)
Mit der veränderten rechtlichen Situation in Deutschland ist die Produktplatzierung als Sonderwerbeform in Deutschland mittlerweile salonfähig geworden. Diese Entwicklung lässt sich an der Auslobung des ersten Product Placement Awards (APP) erkennen.
Er wurde erstmals beim 9. Product Placement Kongress in Stuttgart 2011 von einer Jury aus mehreren Branchenexperten verliehen. Diese kamen sowohl aus der Wissenschaft (Hochschulprofessoren Iris Ramme und Oliver Castendyk) als auch aus der Wirtschaft (Johannes Schultz von BMW), den Placement-Agenturen selbst (Mathias M. Alefeld von MA Media) sowie aus dem redaktionellen Bereich, (Jürgen Doetz).
Die Entscheidung für die Verleihung begründeten sie anhand mehrerer Kriterien:
- Außerordentliche Kreativität und Originalität,
- gute dramaturgische Einbindung;
- die Einbindung greift nicht in die Handlung ein, sondern ist Teil der Handlung;
- hervorragendes Crossmarketing.

Den ersten Platz erhielt das Placement von McCafé in der Sat.1-Produktion Anna und die Liebe. Das Placement von ice watch in Germany’s Next Topmodel auf ProSieben belegte den zweiten Platz. Beide Placements wurden von der SevenOne AdFactory, einem Tochterunternehmen der ProSiebenSat.1 Media umgesetzt.

## Forschung

### Werbewirkung
Wie die meisten Marketing-Maßnahmen führt Produktplatzierung zu expliziten und impliziten Werbewirkungseffekten. Explizite Effekte können direkt beobachtet werden und zeigen sich gewöhnlich durch höhere Recall-Werte. Sie stehen in enger Verbindung mit dem Bewusstsein. Implizite Effekte können durch eine Veränderung des Verhaltens beobachtet werden – bspw. eine gesteigerte Kaufabsicht. Sie laufen vollständig im Unterbewusstsein ab. Implizite Effekte sind für Kaufentscheidungen wesentlich relevanter als explizite Reaktionen.

#### Recall
Der Recall zeigt, ob Personen das Produkt explizit benennen können, nachdem sie es in Form einer Produktplatzierung gesehen haben. Untersuchungen haben einen klaren Zusammenhang zwischen Produktplatzierungen und einem entsprechend hohen Recall-Wert bewiesen.

#### Einstellung
Produktplatzierung kann auch zu Änderungen der Einstellung von Personen gegenüber dem Produkt oder der Marke führen.

#### Kaufabsicht
Eine Vielzahl an Untersuchungen hat gezeigt, dass Produktplatzierung ebenfalls zu einem erhöhten Kaufinteresse führen kann.

#### Unterbewusste Effekte
Produktplatzierung wirkt auf die Zuschauer, bzw. Zuhörer auf bewusster, wie auch unterbewusster Ebene. Studien haben gezeigt, dass es gar keiner expliziten und bewussten Verarbeitung bedarf, damit unterbewusste Effekte entstehen.
So kann Produktplatzierung beispielsweise zu einem Ausschluss von konkurrierenden Marken aus dem Consideration Set von Personen führen – vollkommen unterbewusst. Auf Basis dieser Erkenntnisse erhofft man sich von Produktplatzierungen, dass durch den unterschwelligen Charakter mögliche Abwehrreaktionen umgangen werden können.

#### Negative Effekte
Unter bestimmten Umständen kann Produktplatzierung aber auch zu keinen oder gar negativen Effekten führen. Dies geschieht in der Regel dann, wenn die Integration zu auffällig ist und von der Zielgruppe als störend empfunden wird.

#### Forschungs-Trivia
Bei Unternehmen, welche ihre Produkte in anstehenden Kino-Blockbustern integriert haben, konnte im Zeitraum von 10 Tagen vor bis zu 3 Wochen nach Veröffentlichung ein relevanter Anstieg der Aktienkurse beobachtet werden.
Wissenschaftler zeigten Kindern den Film Kevin – Allein zu Haus, in welchem die Marke Pepsi integriert war. Im Anschluss an den Film durften sich die Probanden ein Getränk holen, bevor das offizielle Interview begann. 67 % der Kinder, die den Film gesehen hatten, griffen zu Pepsi, wohingegen nur 42 % der Kinder einer Kontrollgruppe diese Marke wählten.
Brand Placements können mitunter effektiver als klassische Werbemaßnahmen sein. Eine Studie fand heraus, dass Teilnehmer Produktplatzierungen im Radio eher zugeneigt waren als klassischer Radiowerbung. Die Probanden gaben unter anderem an, dass sie diese Produktplatzierung als harmonischer empfanden.
In einer weiteren Studie aus dem Bereich von Videospielen zeigte, dass Probanden, die ein eher gewalttätiges Spiel spielten, Produktplatzierungen signifikant besser erkannten als Probanden, die ein Spiel ohne Gewalt spielten. Gleichzeitig bewerteten diese Personen die Produkte deutlich negativer.

##### Kongruenz
Je besser eine Produktplatzierung zu dem weiteren umgebenden Inhalt passt, umso effizienter werden implizite Effekte (wie Einstellungsänderung oder Kaufabsicht) ablaufen.

##### Audio vs Visuell
In einer Untersuchung wurde festgestellt, dass Probanden, die eine Folge Seinfeld mit unterschiedlichen Produktplatzierungen (visuell, nur hörbar, audiovisuell) sahen, sich am besten an audiovisuelle Produktplatzierungen erinnern konnten; gefolgt von rein visuellen Placements. Der Stil des Placements, welcher am effektivsten ist, konnte nicht eindeutig bestimmt werden, da sich je nach Messvariante auch andere Ergebnisse einstellten, audiovisuelle Placements scheinen aber am allgemein wirkungsvollsten zu sein. Für den Fall, dass das Placement nur hörbar ist, sollte zudem darauf geachtet werden, dass es überaus prominent umgesetzt ist, da sich ansonsten explizit und implizit gar kein Effekt einstellt.

##### Attraktivität der Darsteller
Personen tendieren dazu, Marken, die mit attraktiven Gesichtern kombiniert werden, denen, die mit nicht attraktiven Gesichtern einhergehen, vorzuziehen.

##### Prominenz
Produktplatzierung kann kontraproduktiv sein, wenn es als störend empfunden wird (typischerweise bei vielen Wiederholungen und starker Prominenz). Eher implizite Placements führen auch bei mehrfacher (aber noch moderater) Wiederholung zu keinen negativen Effekten.
Produkte, die intensiv mit der Handlung (Plot) eines Films verwoben sind, können meist besser benannt werden – solange nicht mehrere Produkte gleichzeitig beworben werden. Grundsätzlich können sich Personen an Placements, die Teil der Handlung sind am besten erinnern – gefolgt von Produkten ohne Storybezug, die aber von den Hauptdarstellern genutzt werden – gefolgt von Produkten, die lediglich im Hintergrund platziert sind.
Produktplatzierungen scheinen auf großen Bildschirmen/Leinwänden besser zu funktionieren, als auf kleinen. Darüber hinaus werden Produkte, die in der ersten Hälfte eines Films integriert sind, tendenziell besser erinnert als Produkte, die in der zweiten Hälfte zu sehen sind.

##### Involvement
Ein hohes Involvement mit dem Rahmenprogramm macht es Personen leichter, Produktplatzierungen zu erkennen. Dies kann zu positiven, aber auch zu negativen Reaktionen führen.
Gleiches gilt für ein hohes Produktkategorie-Involvement.

##### Kulturkreis
Wissenschaftler haben teils deutliche Unterschiede zwischen einzelnen Kulturkreisen oder Ländern feststellen können. So bewerten etwa Australier, Österreicher und Deutsche Product Placement deutlich kritischer und zeigen weniger positive Reaktion als US-Amerikaner oder Inder. Gleiches gilt auch für asiatische Länder.

##### Alter
Kinder können durch Produktplatzierungen in der Regel leichter beeinflusst werden als Erwachsene.

##### Geschlecht
Wird das Produkt von einer Person beworben, zeigen sich stärkere Priming-Effekte, wenn die Person das gleiche Geschlecht wie die Zielgruppe aufweist.
Frauen werden tendenziell etwas leichter durch Product Placement beeinflusst, zeigen allerdings gleichzeitig stärkere negative Reaktionen auf ethisch bedenkliche Produkte (wie bspw. Alkohol).

### Erfolgsmessung
Zur Messung des Erfolgs von Produktplatzierungen werden zunächst die Parameter des Placements, wie die Erkennbarkeit, Einblendungsdauer oder Anzahl an Einblendungen erfasst. Über diese Informationen wird häufig auch der Preis einer Einbindung gebildet. Im Anschluss wird die Effektivität über direkte (für explizite Erinnerungs-Effekte) und indirekte (für implizite Erinnerung-Effekte) Messverfahren bestimmt.

#### Messung der expliziten Erinnerung
Explizite Effekte werden über Recall oder Recognition Tests gemessen. Personen werden hierbei danach gefragt, welche Produkte sie wahrgenommen haben (Free Recall). Diese Befragung kann auch gestützt erfolgen, wobei den befragten Personen weitere Informationen, wie die Produktkategorie, genannt werden. Bei Recognition Tests wird den befragten Personen eine Auswahl an Produkten präsentiert, aus der sie die auswählen müssen, welche sie hinsichtlich dem Film (o. ä.) wiedererkennen.

#### Messung der impliziten Erinnerung
Implizite Effekte werden indirekt über die Beobachtung des Verhaltens gemessen. Dies kann über die Beobachtung des Consideration Sets, bzw. des Kaufverhaltens von Probanden, die Messung von Hirnströmen oder die Nutzung abstrakter indirekter Experimente, wie Wort-Ergänzungs-Tests erfolgen. Ein Impliziter Assoziationstest (IAT) ist ebenfalls als Messwerkzeug geeignet.

### Ethische Diskussion
Viele Personen halten Produktplatzierung für ethisch bedenklich, da sie der Ansicht sind, dass Personen hierdurch gegen deren Willen manipuliert werden. Auch wenn Produktplatzierung nur unterbewusst wahrgenommen wird, wird es allerdings vom menschlichen Gehirn bewertet. Somit können Personen nicht gegen ihren Willen beeinflusst werden. Viele Personen schätzen zudem den Fakt, dass etwa Filme durch echte Marken glaubwürdiger und realistischer erscheinen. Darüber hinaus haben Wissenschaftler festgestellt, dass sich Produktplatzierung in ethischer Hinsicht nicht von anderen Marketing-Maßnahmen unterscheidet.

## Trivia
Den im Sommer 2004 diskutierten Schleichwerbungsskandal nahm die von der Redaktion der Satire-Zeitschrift Titanic gegründete Partei Die PARTEI zum Anlass, ihrerseits die ihr gesetzlich zustehenden Wahlwerbespots zur Bundestagswahl als Raum für mehr oder weniger subtile Schleichwerbung zu versteigern. Den Zuschlag erhielt der Billigfluganbieter HLX, der in den Spots dann auch – entsprechend satirisch übertrieben – oft gezeigt wurde. Tatsächlich floss in dieser Sache allerdings nie Geld.
Satirisch zeigen sich auch Wayne und Garth, die Hauptfiguren in Wayne’s World. Während sie mit ihrem Fernsehproduzenten Benjamin Kane darüber diskutieren, dass sie für nichts und niemanden Werbung machen würden, halten die beiden nebenbei diverse Produkte in die Kamera und rezitieren auch einige Werbeslogans.
Zehn Jahre hielt der Film Minority Report den Rekord für die meisten Produktplatzierungen mit 17 Millionen Euro, dieser wurde aber 2012 von Skyfall mit 34 Millionen Euro deutlich übertroffen.